# 符宁
符寧（高棉語： Hu Nim；1932年7月25日—1977年7月6日），綽號波（ Phoas），是紅色高棉重要領導人之一。出身磅湛省，有一半的華人血統。家境貧困，後來加入紅色高棉，成為重要領導人之一。1970年柬埔寨政變之後，西哈努克在北京成立流亡的柬埔寨王国民族团结政府，號召各界柬埔寨人士反抗朗諾的高棉共和國。符寧表示支持施亞努，被任命為新聞部長。1975年紅色高棉奪取政權之後，大量施亞努的支持者被迫害，但他仍在黨內保留著重要職務。他在處理馬亞克斯號事件中獲得很大的國際聲望。1977年4月10日，被逮捕入S-21集中營，在那裡遭到殘酷拷打，並於7月6日被處決。